# Cotinorrhina barthelemy
Cotinorrhina barthelemy är en skalbaggsart som beskrevs av Hippolyte Louis Gory och Achille Rémy Percheron 1833. Cotinorrhina barthelemy ingår i släktet Cotinorrhina och familjen Cetoniidae. Inga underarter finns listade i Catalogue of Life.